# Conservatieve Coalitie (Peru)
De Conservatieve Coalitie (Coalición Conservadora, CC) was een coalitie die tijdens de verkiezingen van 1939 in Peru streed om het presidentschap.
De coalitie die presidentskandidaat Manuel Prado y Ugarteche ondersteunde, bestond uit 12 rechtse partijen. Daarnaast werd Prado gesteund door de zittende regering, waaronder door zittend president Óscar Benavides.
De coalitie won de verkiezingen met 78% van de stemmen, zodat Prado president van Peru werd tot en met 1945. Prado werd later nogmaals president van Peru, maar kandideerde zich toen voor zijn eigen partij Peruviaanse Pradistische Beweging.

## Aangesloten partijen
- Constitutionele Renovatiepartij van Peru (Partido Constitucional Renovador del Perú)
- Republikeinse Actie (Republicana)
- Economische Partij van Peru (Partido Economista del Perú)
- Republikeinse Partij van Peru (Partido Republicano del Perú)
- Peruviaanse Democratische Beweging (Movimiento Democrático Peruano)
- Nationalistische Partij van Peru (Partido Nacionalista del Perú)
- Avant-gardistische Democratische Partij (Partido Vanguardia Democrática)
- Nationale Burgerunie (Unión Cívica Nacional)
- Revolutionaire Unie (Unión Revolucionaria)
- Conservatieve Partij van Peru (Partido Conservador del Perú)
- Decentralistische Partij (Partido Descentralista)
- Sociaal-christelijke Partij (Partido Social Cristiano)